# Italjet
Italjet és una empresa italiana fabricant de motocicletes amb seu a Castel San Pietro Terme, a la ciutat metropolitana de Bolonya. Fundada el 1960 amb el nom inicial d'Italemmezeta per Leopoldo Tartarini a Bolonya, Italjet és coneguda pels seus dissenys i compta amb vehicles exposats als museus MoMA i Guggenheim de Nova York. Al llarg de la seva història, l'empresa ha fabricat motocicletes de tota mena, des de models de turisme, ciclomotors i escúters a models de fora d'asfalt (motocròs, enduro i trial), quasi tots en cilindrades petites i mitjanes. Una de les seves especialitats més reeixides, però, fou la fabricació de minimotos infantils, sector en què fou un referent durant les dècades del 1970 i 1980.
Després de suspendre la producció de motocicletes a començaments del segle XXI, limitant-se a la producció de bicicletes elèctriques i pedelecs, Italjet va presentar nous models de motocicletes al saló EICMA de Milà del 2018 amb la intenció d'iniciar-ne la producció el 2019.

## Història

### Orígens
El fundador de l'empresa, Leopoldo Tartarini, era un conegut pilot de motociclisme que durant la dècada del 1950 va guanyar diverses proves importants, entre elles el Motogiro d'Italia i la Milano-Taranto. En retirar-se de les competicions, a causa d'una mala caiguda, li va proposar a Ducati, la marca per a la qual corria, d'organitzar una volta al món en motocicleta, una empresa que en aquells moments es considerava gairebé impossible. Finalment la va dur a terme amb Giorgio Monetti, tots dos amb sengles Ducati de 175 cc, del setembre de 1957 a l'octubre de 1958.

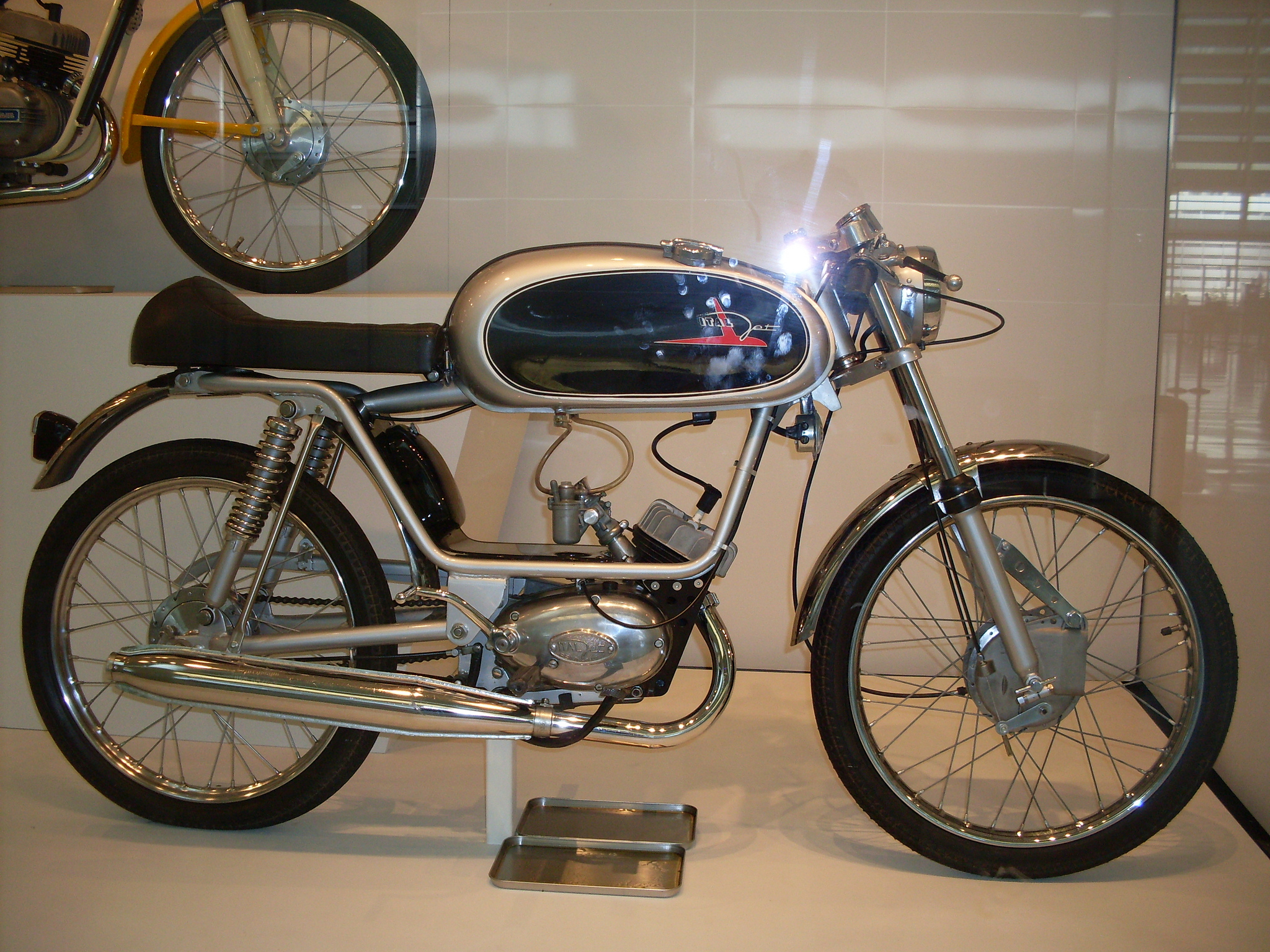
Italjet Mustang Veloce de 1969

Tornat a Bolonya, Tartarini va començar la seva activitat empresarial. El febrer de 1960 va fundar la seva empresa a la ciutat i va iniciar la construcció de motocicletes equipades amb motors MZ, d'aquí el nom d'"Italemmezeta" (Itàlia-ema-zeta). El seu primer producte va ser una moto de 125 cc impulsada pel motor de dos temps alemany. També va construir models esportius amb motors Minarelli FB de 50 cc, uns models que va comercialitzar amb un nom més curt, "Ital". El 1961, Tartarini va reanomenar la seva marca "Italjet" i en va traslladar la producció a San Lazzaro di Savena (ben a prop de Castel San Pietro Terme). El 1962 va crear el ciclomotor Italjet, un model esportiu que s'inspirava estèticament en la Ducati de l'època. El 1964 va aparèixer el Mustang, un altre ciclomotor de caràcter esportiu i solucions innovadores que esdevingué més tard el Mustang Veloce. Malgrat els models així anomenats que venia fabricant, no va ser fins al 1967 que el nom de l'empresa canvià oficialment a Italjet.
Els models Italjet gaudiren d'un gran èxit tant a Itàlia com a l'estranger per la seva originalitat. A finals de la dècada del 1960, l'empresa va renovar la seva gamma tot presentant una sèrie de minimotos fora d'asfalt i altres models destinats a la competició en aquest sector (motocròs i enduro). Les minimotos Mini Bambino, Junior Cross Automatic, Super Competition CX 50 i Grand Prix CX 50 R, destinades als més petits, duien motor Franco Morini, mentre que la CX 80 R, construïda per a l'exportació, en duia un de Minarelli de 13 CV. La CX 100 estava pensada per a nens d'entre 11 i 13 anys i la CX 125 per a joves de 13 a 15. També hi havia dues motocicletes pròpiament dites, per a les quals calia ja carnet de conduir, equipades amb motors Yamaha de dos temps: la Italjet Coyote 125 d'enduro i la Buccaneer 125 de carretera esportiva, aquesta darrera amb motor Yamaha bicilíndric. La Coyote d'enduro s'anomenà Mad a finals dels 70.
Italjet va entaular relació comercial amb diversos fabricants estrangers al llarg de la seva història. La firma va començar important models de Jawa-ČZ fins que la invasió de Txecoslovàquia pel Pacte de Varsòvia el 1968 va estroncar l'acord. Més tard, Italjet esdevingué l'importador italià dels models de motocròs de ČZ i de Yamaha. Va col·laborar també amb Triumph per a produir una moto que anomenà Italjet Grifon 650, equipada amb motor de Triumph Bonneville (d'aquest model se'n van construir aproximadament 600 unitats, 300 per al mercat italià i 300 per als Estats Units i Austràlia).

### Anys 70 i 80

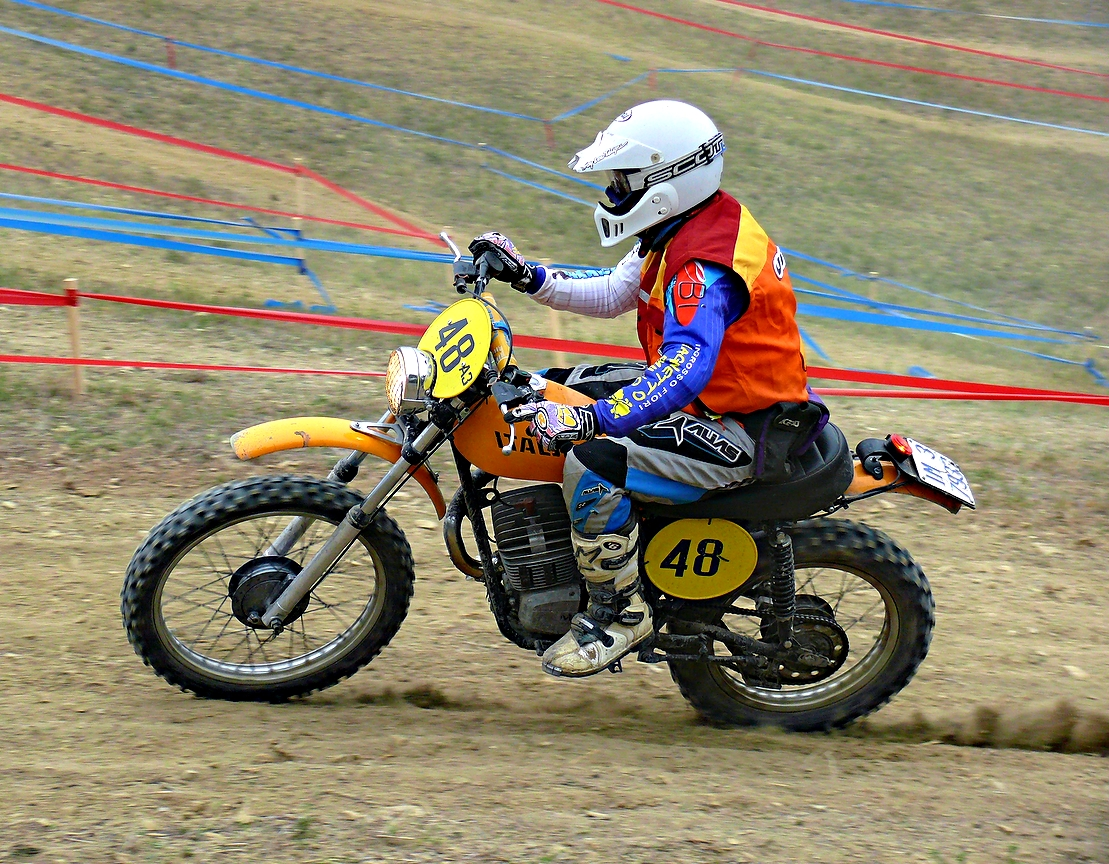
Una Italjet Coyote 125 dels volts de 1973 en un eduro "vintage" el 2017

Italjet va formar també una associació amb Floyd Clymer, propietari a l'època de part dels drets de marca d'Indian, i va desenvolupar i construir per al mercat americà un mini-escúter plegable de 50 cc similar als Corgi britànics. Comercialitzat amb el nom d'Indian Papoose, aquest model fou tan popular als Estats Units que Italjet en va produir més de 15.000. La firma italiana va construir també nombroses motocicletes de motocròs i enduro de mitjana cilindrada per a ser comercialitzades als Estats Units sota la marca Indian.
El 1977, un cop acabada la relació amb Yamaha, Italjet va començar a importar i distribuir les Bultaco. El 1978, l'empresa va llançar el Pack-A-Way, un ciclomotor plegable que reprenia algunes idees ja vistes al model Kit-Kat (el qual era, al seu torn, una adaptació de les anteriors Indian Papoose) i que va evolucionar el 1980 al Pack 2 tot utilitzant el motor i la transmissió de la Piaggio Ciao. També duia mecànica Piaggio (concretament, la del motocarro Ape) el trike Ranger.
El 1980, aprofitant les dificultats financeres de Bultaco, Italjet va entrar al sector de les motos de trial, inicialment amb els motors originals Bultaco i, més tard, amb uns de 250 i 350 cc fabricats per la mateixa empresa (uns motors, aquests, derivats llunyanament dels Ducati). El 1984, Italjet va llançar la bicicleta motoritzada Tiffany. El 1986 l'empresa va abandonar la producció de motocicletes (només en va mantenir la de minimotos) per a reprendre-la dos anys després amb una sèrie d'escúters, entre ells els models Dragster, Formula, Torpedo i Velocifero.

### Segle XXI

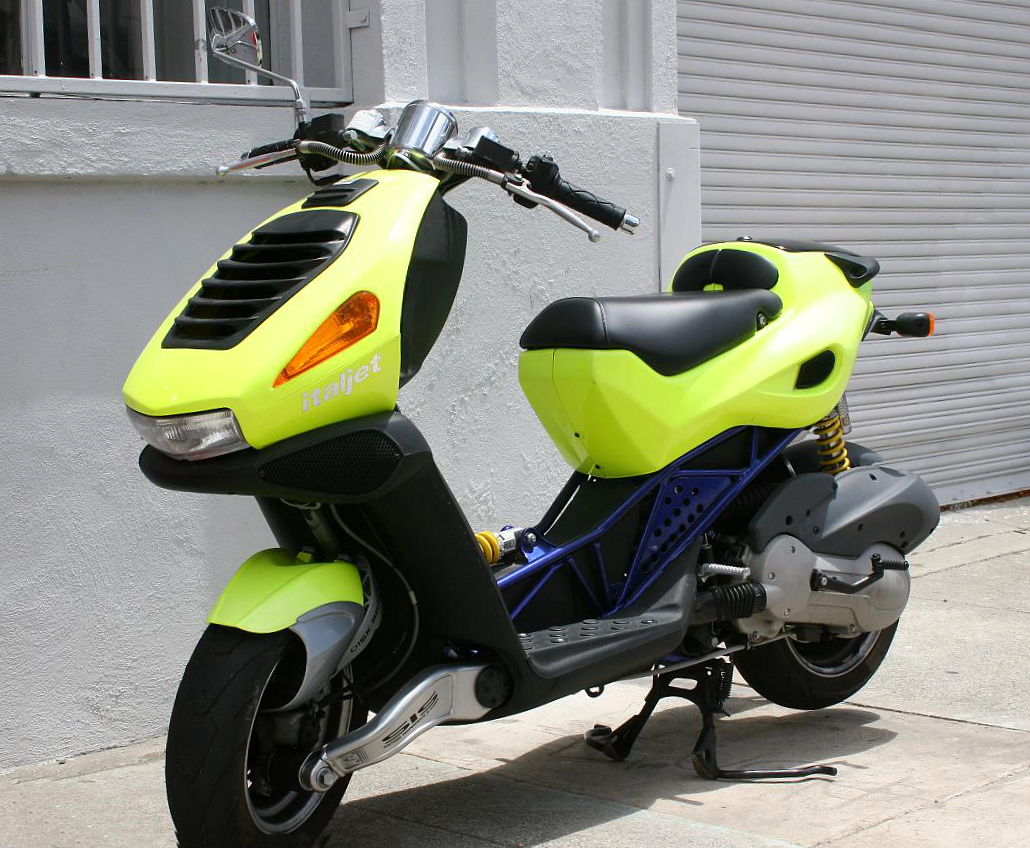
Una Italjet Dragster 180 dels volts de 2003

El 1999 va aparèixer el prototip d'una nova Grifon amb motor Triumph de 900 cc, mentre que el 2002 es va presentar el prototip Amarcord, amb xassís de moto i motor d'escúter Piaggio de 250 cc. Fou el cant del cigne d'Italjet, obligada a suspendre la producció de ciclomotors i motocicletes i a redimensionar el seu negoci. Leopoldo Tartarini fundà més tard un estudi de disseny i deixà la marca al seu fill Massimo.
El 2007 es va presentar un nou prototip de Grifon: es tractava en realitat d'una Hyosung GT 650, pel xassís i motor (un de bicilíndric de 650 cc); Italjet en redissenyà algunes altres parts. A partir d'aquest moment, Italjet es va limitar a la producció de bicicletes elèctriques. Leopoldo Tartarini es va morir el setembre del 2015.
A l'EICMA del 2018, Italjet va presentar nous models de motocicletes destinats a ser produïts a partir de l'any següent.

## Competició
La relació de la marca amb les competicions es remunta al passat esportiu del fundador. El 1965 va entrar en producció el model Vampire, una moto de competició per a la categoria 60 Cadet acabada de néixer, amb un bon èxit esportiu. Un altre model d'èxit a les curses fou la Buccaneer, amb la qual Italjet va guanyar tres campionats italians júnior de 125cc (de 1973 a 1975).
El 1979, Italjet començà a dedicar-se al trial tot patrocinant Bernie Schreiber al campionat del Món i Ettore Baldini al d'italià (ambdós van guanyar amb les seves Bultaco el seu respectiu campionat). A partir de 1980, l'empresa va competir amb la seva pròpia motocicleta, obtenint excel·lents resultats a escala nacional i mundial.
Entre el 2000 i el 2002, Italjet va participar en el mundial de velocitat, a la categoria dels 125cc. La Italjet F125 duia un motor de dos temps laminar de 54x54,5 amb una potència final de 50 CV, carburador keihin de 39 mm, frens anteriors de 300 mm i posteriors de 200 mm, amb forquilla WP de 42 mm. La millor classificació obtinguda pels seus pilots va ser el dissetè lloc final de Stefano Perugini a la temporada del 2001.

## Italjet i el trial

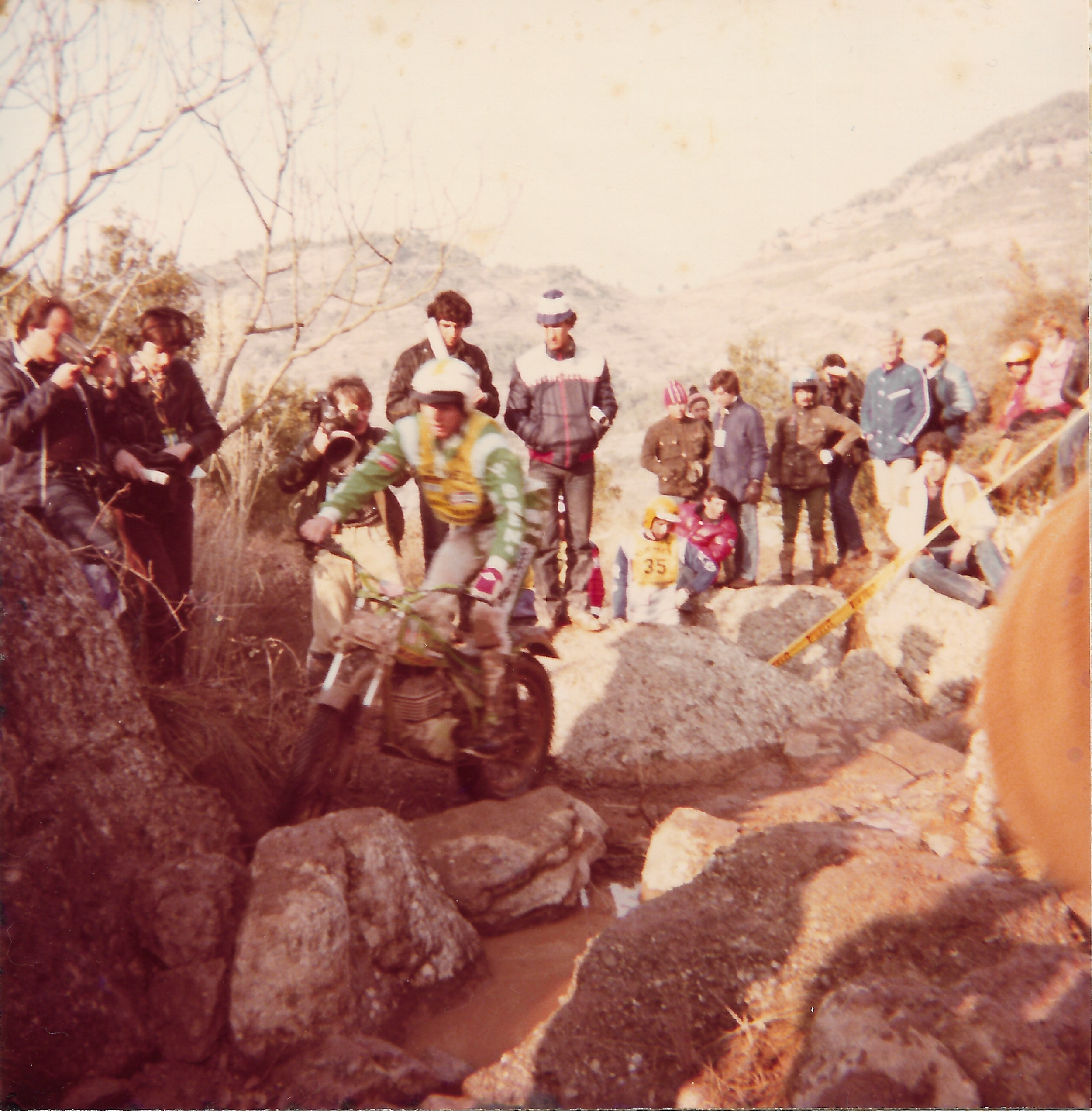
Bernie Schreiber amb la Italjet al Trial de Sant Llorenç de 1981

Italjet havia esdevingut importador de les Bultaco catalanes a finals dels 70. Aviat, però, Bultaco entrà en crisi i l'empresa no pogué seguir mantenint el seu equip de trial, que s'acabà dissolent el 1980. Així, Yrjö Vesterinen se n'anà a Montesa, Toni Gorgot a OSSA i Martin Lampkin a SWM. L'estrella de l'equip i Campió del Món vigent, Bernie Schreiber, s'estimà més seguir amb Bultaco tot i la greu situació de l'empresa. A mitjan temporada, però, veient que la fàbrica no el podia atendre, aconseguí suport de l'importador italià, Italjet, i es traslladà a viure a Itàlia. Italjet, aleshores, aprofità per a contractar alguns tècnics de Bultaco i temptà també Manuel Soler (membre de la família Bultó) qui finalment decidí anar-se'n a Montesa. A partir, doncs, de l'estiu de 1980, Schreiber canvià la blava Bultaco Sherpa T 325 per la verda Italjet 350 T (que de fet era una Sherpa pintada de verd). Schreiber va perdre aquell mundial davant del pilot de Montesa Ulf Karlsson.
De cara a la temporada de 1981, els tècnics d'Italjet introduïren canvis a la motocicleta sense demanar-li'n el parer a Schreiber i el resultat fou una moto més pesada i menys competitiva: l'americà acabà el mundial en sisè lloc i el 1982 decidí anar-se'n a SWM. El seu lloc a Italjet l'ocupà Philippe Berlatier. Fou l'occità qui aconseguí el millor resultat al mundial de la marca italiana (a banda del subcampionat de Schreiber el 1980 amb la Bultaco-Italjet), amb un quart lloc final a l'edició de 1984. Italjet es retirà de la competició en trial després d'aquella temporada.

### Models
El primer model de trial produït en sèrie per Italjet, la verda 350 T de 1981, resultà massa pesat: vorejava els 97 kg. Amb el temps es produïren també models juvenils, com ara la 100T amb motor Minarelli de 75 cc (el mateix que muntava Fantic) o altres de tipus trail com ara la Scott 350 amb motor de quatre temps. El darrer model de trial que fabricà Italjet fou la Piuma ("ploma") de 1983, de color blanc amb ratlles daurades, molt més lleuger que els primers (es diu que pesava de 3 a 5 kg menys).